# Flori de mucigai
Flori de mucigai este un volum de poezii de Tudor Arghezi scris în perioada 1918–1919, când a fost închis împreună cu 11 ziariști și scriitori (printre care și Ioan Slavici), la penitenciarul Văcărești, acuzat de trădare, pentru colaborare cu autoritățile germane de ocupație.
Volumul a fost publicat în 1931, după volumul Cuvinte potrivite. 